# Walter Stelzer
Walter Stelzer, fou un ciclista amateur alemany, que es va especialitzar en la pista. Va guanyar una medalla de bronze al Campionat del món de Mig fons de 1914, darrere del neerlandès Cor Blekemolen i el belga Jacques Van Ginkel.